# Chaotic (serie de televisión)
Chaotic es una serie animada estadounidense-canadiense, creada por Martin Rauff, animada por Bardel Entertainment y coproducida por 4Kids Entertainment (la misma que Yu-Gi-Oh! y Pokémon).
La serie se basa claramente en un juego de cartas danés del mismo nombre y gran parte de la trama se basa en la historia del juego original de la tarjeta. La primera temporada de la serie fue animada en flash, mientras que sus estaciones posteriores se realizaron en la animación tradicional.

## Historia
Chaotic es un famoso juego de cartas en línea donde la batalla se centra en las cuatro tribus de criaturas: Mundo Superior, Mundo Inferior, Danianos y Mipedianos. A diferencia de todos los juegos de cartas, cuando un jugador consigue buenos puntos en un juego en línea gana una Contraseña capaz de enviar a otra dimensión donde varios jugadores tienen duelos transformados en las criaturas de las cartas y llegar a su nueva cubierta.
Tom y Kaz son dos amigos que viven jugando el juego de cartas ate Tom para recibir una contraseña en línea misteriosa. Tom informa Kaz antes introducir la contraseña en el escáner (una especie de tableta capaz de salvar a los códigos gráficos) y después de que se trata de la tele-transportado a la dimensión Chaotic, un lugar que siempre Kaz le dijo a Tom que es siempre ignorado por esto. Tom descubre que hay de que la gente podría llegar a ser las criaturas de las cartas en las batallas contra otros jugadores. Y todavía teletransportarse a Perim, una dimensión donde las criaturas viven en las civilizaciones cartas en guerra unos contra otros y también puede ser escaneadas por los jugadores de sus cubiertas.
Durante la serie, Tom y Kaz se hacen amigos de Sarah y Peyton, dos jugadores que se convierten en sus aliados y los enemigos son Kristela y Kley, dos jugadores muy tramposos en Chaotic. En la segunda temporada llega una nueva tribu en Perim, los "M'arrillians" que tratan de dominar a las otras tribus, todas las inundaciones en Perim y las tribus que vivían en la guerra se ven obligadas a unirse para derrotarlos.

## Personajes

### Los jugadores Chaotic
Ellos son los protagonistas de la serie. Cada vez que alguien consigue buenos puntos en la Tierra en el juego en línea "Chaotic" que gana una contraseña para teletransportarse a la dimensión con el escáner Chaotic luchando contra otros jugadores y conseguir nuevas cartas para tu propio mazo. Los jugadores que aparecen en la serie son:
- Tom - el principal protagonista de la serie. Un jugador de otro mundo gran amigo de Kaz. Aventurero y audaz, Tom le encanta explorar Perim en busca de nuevas criaturas y desafíos que enfrentan en Chaotic. Es un jugador honesto y bueno que siempre ayuda a sus amigos sobre sus problemas, ya sean personas o criaturas. Su carta principal es Maxxor, líder del Mundo Superior, y su mejor amigo en Perim. Su nombre Chaotic es "MajorTom".

- Kaz - El mejor amigo de Tom. Es un jugador del Mundo Inferior muy inteligente y cuidadoso para planificar siempre sus batallas y aventuras en Chaotic. Kaz a pesar de ser un jugador en el Mundo Inferior no es tramposo ni injusto, porque siempre ayuda a sus amigos como Tom, Keyorr. Su carta principal es Keyorr el líder del Mundo Inferior y su mejor amigo en Perim. Kaz también es amigo H'earring , una criatura del inframundo, que siempre le da consejos sobre las exploraciones. Su nombre Chaotic es "KidKeyorr".

- Sarah - Una amiga de Tom. Es una jugadora Daniana muy valiente, que siempre sigue a sus amigos en sus aventuras. Debido a que el equipo de la niña que ella siempre prefiere las letras más femeninos del juego y es a menudo el centro de todos los problemas en las aventuras. Su nombre Chaotic es "Chaotikween".

- Peyton - Un amigo de Tom. Es un jugador Mipediano travieso, suelto y juguetón, así como en las aventuras de Tom va en busca de nuevas tarjetas. A pesar de su forma relajada Peyton es un gran jugador que siempre quiere la prueba Chaotic si una nueva tribu, pero cuando estás en una batalla de Peyton utiliza solo su equipo Mipediano . Su nombre Chaotic es "PeytonicMaster".

- Kristela y Kley - Dos jugadores de Chaotic, rival de Tom, Kaz, Sarah y Peyton. Siempre tratan de poner trampas en contra de ellos, tanto en las batallas y en las aventuras de Chaotic Perim. El nombre Chaotic de Kley es "Klayotic", sino a Kristela es desconocida.

- Codemasters - Son los mejores jugadores del Chaotic, siempre con las mejores estrategias y códigos están siempre en sus "domos" de la batalla y siempre desafiando a los jugadores a cambio de nuevas tarjetas. En total hay siete Codemasters: Amzen, Chirrul, Crellan, Hotekk, Intor, Oron, Tirasis. Solo Hotekk, Crellan e Intor aparecieron en la serie.

### Criaturas
En la tribu de criaturas Perim son cinco: el "Mundo Superior", el "Mundo Inferior", los "Mipedianos" y los "Danianos". Todas las tribus que viven en guerra unos contra otros, y cada tribu tiene su color y sus jugadores conectados a la tribu. Las criaturas que la mayoría aparecen en la serie son:
- Maxxor - Líder del Otro Mundo y el juego principal de la carta. Maxxor es un héroe valiente y valerosa que pasa mucho tiempo en las misiones de Perim para la protección de su tribu de los invasores por ser muy raro de encontrar. Él es el mejor amigo de Tom en Perim y sus principales aliados son Najarin y Intress.

- Chaor - Líder del Mundo Inferior. Chaor es una criatura fuerte y poderoso, visto como un rival de Maxxor. Él y su tribu vive en una eterna lucha contra el otro mundo, siempre buscando una manera de derrotar a la tribu. Chaor también tiene una rivalidad contra Van Bloot, una criatura traicionera, que busca tomar el lugar de Chaor en el Inframundo. Él es el mejor amigo de Kaz y sus principales aliados son Takinom.

- Najarin - Mago del Otro Mundo y Maxxor aliado. Najarin es una criatura mística que controla todas Mugics Perim. Pero teme que algún jugador hará que su exploración y leer tu mente lo que es muy raro encontrar.

- Takinom - Guerrera del Mundo Inferior aliada de Chaor.

- Van Bloot - Criatura traidor del Mundo Inferior. Van Bloot es un mago que pretende tomar el lugar de Chaor. Vive en su propio castillo y sus aliados.

- Príncipe Mudeenu - Príncipe de Mipedians. Como Chaor él y sus soldados que viven en Maxxor la guerra por razones no reveladas.

- H'earring - Criatura del Mundo Inferior amigo de Kaz. Él siempre da detalles de los nuevos scans de armas y criaturas para él a cambio de comida.

- Tangath Toborn - León Guerrero del Mundo Superior.

## Episodios

### Temporada 1
1. Bienvenido a Chaotic Parte 1
2. Bienvenido a Chaotic Parte 2
3. Inesperado
4. Más bajo alquiler en pedazos
5. Curso intensivo
6. La cosa sobre Bodal
7. Saltones
8. Todo está en Flux
9. Castillo Bodhran o Busto
10. El castillo Bodhran o nada
11. Señor de la traición
12. BattleDrome de los Sexo
13. Lecciones de batalla
14. El nacimiento de Borth-Majar
15. Arenas movedizas
16. Héroe caído
17. Exploración del carroñero
18. Allmageddon
19. Un destino temible
20. Laberinto de amenaza
21. Afuera en el frío
22. Reyes Chaotic
23. Stelgar ataca
24. Las Crónicas del código maestro Parte 1
25. Las Crónicas del código maestro Parte 2
26. El último escaneo
27. Una victoria fácil
28. Un flux demasiado lejos
29. Crisis chaotic
30. La maldición de Kor-bek
31. Bomberos
32. Búsqueda de abismo
33. Choque de tren
34. Tarjetas comerciales
35. Doble, duelo Parte 1 
36. Doble, duelo Parte 2 
37. Yendo debajo 
38. Gran tiempo 
39. Ojo de la vorágine 
40. Luchando amistoso 

### Temporada 2
1. Un peligro raro
2. Peligros de la diplomacia
3. El padre vacilante
4. Enfrentamiento del Coliseo
5. Onda roca y rollo
6. Comandos de Chaor Parte 1
7. Comandos de Chaor Parte 2
8. Gran partido
9. Se acabó el tiempo
10. Gran ciudad
11. Bestias de guerra
12. Desde lo profundo Parte 1
13. Desde lo profundo Parte 2
14. Cuento de dos toms
15. Plaga tizón
16. Novato
17. Poniendo la muge en mugic
18. Señor E
19. Cuando un maestro del código llama
20. Tierra a Kaz
21. Raznus regresa
22. Guerreros de la eternidad
23. Underworld derrocado
24. Amenaza triple
25. Última resistencia Parte 1
26. Última resistencia Parte 2
27. Las legiones de Aa'une

### Temporada 3
1. Perithon!
2. Mundos aparte
3. Robot pateador
4. El desafío de Hotek Parte 1
5. El desafío de Hotek Parte 2
6. Héroes de ayer
7. Círculo de perdedores
8. Una misión gigantesca
9. Umbral de destrucción
10. Una aventura peytónica
11. Elemental
12. Hijo de las Tierras Espirituales

## Temas

### Domos de duelo
- Crellan
- Hotekk
- Amzen
- Oran
- Tirasis
- Imthor
- Chirrul
- Beta (Este domo no es comandado por ningún CodeMaster)

### Tribus y líderes

#### Mundo Superior
Maxxor lo lidera, y sus mejores amigos son Intress y Najarim. Está muy interesado en encontrar la Cothica y en derrotar a Chaor. El mundo superior como indica el nombre abarca gran parte de la superficie de Perim, abarcando bosques, lagos y glaciales, sus criaturas en su mayoría son animales antropomórficos, seres de apariencia humana pero con la piel verde o azul, normalmente son raros pero no todos parecen malos. Estos seres dominan todas las destrezas elementales. A estas criaturas se les considera como los buenos, aunque esto varía según la versión y punto de vista de la historia. Los superiores hacen una alianza con algunas de las demás tribus. Sus lugares son:
- Llanos del Glaciar
- Alboreda Rúnica
- Bosque de la Vida

Sus criaturas conocidas son:
- Maxxor
- Tangath Toborn
- Mommark
- Dractyl
- Blazier
- Heptadd
- Zalic
- Mezzmar
- Intress
- Najarin
- Antidaeon
- Owis
- Etalla
- Proboskar
- Blugon
- Raimusa
- Slurhk
- Frafdo
- Maglax
- Rellim
- Laarina
- Raznux
- Yokkis
- Attacat
- Gespedan
- Arias
- Ariak
- Crawsectus
- Ursis
- Cromaxx
- Smilldon
- Huton
- Psimion
- Maglax
- Donmar
- Vodal
- Attacat
- Arias
- Nebres
- Neffa
- Sukoval
- Aggroar
- Carv
- Hune Marquard
- Lomma
- Raznus Diplomático De Los Daianos
- Vidav
- Xearv
- Arbeid
- Olkiex
- Kinnianne Diplomático De Los Mipedianos
- Karraba
- Iparu
- Wytod
- Clodor
- Hifdan
- Kalt

#### Mundo Inferior
Chaor lo lidera, tiene la ayuda de Takinom y Agithos, pero tiene problemas con Lord Van Blooth, ya que él quiere gobernar el Mundo Inferior y luego todo Perim, aunque Chaor también quiere conquistar todo Perim. Chaor quiere destruir a Maxxor. Como indica el nombre, esta tribu habita en las zonas subterráneas de Perim, las criaturas de este lugar tienen apariencia aterradora y casi diabólica en algunos casos, las criaturas de esta tribu dominan en su totalidad el fuego siendo su elemento característico. A estos seres se les considera como los malos, pero de igual forma con los superiores varía según la versión y punto de vista. Últimamente Chaor puso la regla de que todas las diferencias se debían arreglar con una pelea en el coliceo, así todos verían la pelea. Recientemente Chaor formó un grupo para atacar a los M´arrillianos pero fracasó gracias a que Lord Van Bloot les traicionó uniéndose a los M´arrillianos para tomar control del Mundo Inferior y desterrando a Chaor y a otros inferiores que le siguen. Sus lugares son:
- Lago de Lava
- Pillar de Hierro

Sus criaturas conocidas son:
- Chaor
- Pirithion
- Spyder
- Dardemus
- Rarran
- Magmon
- Rothar
- Barath Beyond
- Solvis
- Toxis
- Nauthilax
- Lord Van Blood
- Ulmar
- Agitos
- Takinom
- Borth-Majar
- H´earring
- Opto
- Stelgar
- Atrapol
- Skithia
- Cerbie
- Ultadur
- Mishmoshmish
- Swasa
- Banshor
- Drakness
- Ghuul
- Grook
- Kerric
- Khybon
- Klasp
- Krekk
- Kughar
- Miklon
- Skreeth
- Xield
- Zaur
- Banshor
- Narfall
- Ornathor
- Slufurah
- Strikto
- Ultadur
- Geltod
- Illazar
- Hammerdoom Chantcaller
- Kamangareth
- Kopond
- Phelphor
- Vyll
- Zapetur
- Oyrtax
- Getterek
- Selvar

#### Mipedianos
Prince Mudeenu, lo gobierna con la ayuda de Shade, él quiere encontrar la Cothica y destruir a Maxxor. Esta tribu ocupa los desiertos de Perim, y un oasis donde se congregan, los Mipedianos en su mayoría tienen apariencia de reptiles como camaleones o lagartos, tienen la habilidad de hacerse invisibles y son maestros de las ilusiones y algunos chamanes pueden expulsar toda su energía de un golpe. Los Mipedeanos son maestros en el elemento aire. Ahora el Príncipe Mudeenu unió fuerza con los danianos y lo superiores para pelear con los M´arrillianos. Sus lugares son:
- Oasis Mipediano

Sus criaturas conocidas son:
- Príncipe Muudenu
- Qwun
- Malvadine
- Tiaane
- Vinta
- Shimmark
- Marquis Darini
- Biondu
- Brathe
- Kolmo
- Siado
- Sobjetk
- Ubooran (Warbeast)
- Blasvaatan (Warbeast)
- Zhade
- Titanix

#### Danianos
Odhu-Bathax es el Sub-Gobernante de los Danianos, ya que tienen una Reina escondida ( ilexxia ) en el Monte Pillar. Son muy parecidos a los insectos. Aunque no les gusta mucho que los humanos se encuentren en su tierra. Los danianos tienen un gran parecido con las hormigas tanto por el hecho de que construyen hormigueros (Palacios), como por tener una organización social compleja: soldados (Mandiblors), generales y reina. Se especializan en el elemento tierra. Ahora los danianos unieron fuerza con los superiores y después con los mipedianos por simple razón que los m´arrillianos contaminaron la reserva de agua del monte pilar. Sus criaturas conocidas son:
- Illexia
- Odu-Bathax
- Ekuud
- Galin
- Mallash
- Lhad
- Ibiaan
- Lore
- Junda
- Kebna
- Kannen
- Valanii Levaan
- Wamma
- Hota
- Formicidor
- Volash
- Keveldran
- Kolmo (Assimilated)
- Raznux (Assimilated)
- Hammerdoom Chantcaller (Assimilated)
- Raznus (Infectado por un parásito Daniano)

#### M´arrillianos
Aa'une es su líder y cacique, son criaturas raras y extrañas debido a que estuvieron varios siglos detrás de las Puertas de las Minas Profundas (Doors of DeepMines) atrapados. Tienen unas formas extrañas semejantes a plantas, agua, medusas de mar y hasta peces y roca. Tienen la habilidad especial de "lavarles el cerebro" a las criaturas. Se especializan en la inteligencia y son maestros en el elemento agua. Sus criaturas conocidas son:
- Aa'une the Oligarch
- Phelpor, of the deep (de las profundidades)
- Bahrakatan
- Aer´Dak
- Fla´Gamp
- Ri´hoja
- Rol´doi
- Em'swa
- milla`in
- Ihun'kalin
- Nunk'worn
- Rath'tab
- Erak'tabb
- Vix'ben

### Equipo de batalla
- Piroblaster
- Liquidlaizer
- Aqua Shield
- Cinclance
- Vlaric Shard
- Torrent Knight
- Talisman of Mandiblor
- Stone Mail
- Storwegg
- Buburja Flux
- Corcel Esqueleto
- El Sable de Khy´at
- Drosskip
- Visor Espectral
- Anillo de Najarin
- Mugician lire's

### CodeMasters
Hay 7 Domos de Batalla en Chaotic y en cada uno hay un guardián poderoso, a esos guardianes les llaman Codemasters. Los codemasters son personas como las de chaotic a las cuales se les mandó la tarea de liderar un Domo, si aceptan tal tarea serán Codemasters para siempre para eso solo hay 7 Domos. Existe otro que es el Domo Beta el cual es para diversión de los chicos de Chaotic dado que aquí no hay reglas y no te acusan de hacerlas. Los codemasters también hacen respetar las reglas normalmente no se ven mucho pero se escucha su voz, cuando alguien está peleando. Además ellos son de Chaotic como cualquiera, lo único es que los consideran los mejores, ellos no pueden salir a Chaotic armando escándalo, ellos están ocultos dado que tienen los mejores escaneos ejemplo: codemaster crelland con Ursis

### Rivalidad de Perim
En la Serie es muy Difícil distinguir quien es el Malo en Perim en el caso de las Criaturas, muchas veces se ha visto como los personajes tienen esta Duda.
Normalmente dirían que es Chaor lo cual es lo más probable, pero Lord vanblood También esta Involucrado, también se ha distinguido a Maxxor dado que se le ha visto empeño en detener a Chaor y tener a Perim para el, normalmente se diría que también los Mipedianos están tanto como los Danianos.
Se dice que hasta todos son los Malos tal vez vez por eso La Guerra en Perim es inevitable.
aunque en la segunda temporada se ha sabido que la nueva tribu , los M'arrillianos será los malos de la serie por simple razón que busca dominar a todas las criaturas mediante el control mental y después todo Perim. Mientras que pase esto no se pondrá distinguir quien es el malo en las otras tribus.
Ahora recientemente las demás tribus se están uniendo contra los m´arrillianos para la lucha final

## Doblaje latinoamericano
- Miguel Ángel Leal— Tom
- Alfredo Leal— Kaz Primera Voz
- Carlo Vázquez— Kaz en Invasion Marriliana
- Maggie Vera- Sarah